# Jean Senebier
Jean Senebier (Ginebra, 6 de mayo de 1742 - 22 de julio de 1809) fue un pastor protestante, meteorólogo, químico y botánico suizo, autor de numerosos trabajos sobre fisiología vegetal, especialmente sobre la influencia en ella de la luz, lo que supuso un importante avance para la comprensión de la fotosíntesis.
Aunque Marcello Malpighi y Stephen Hales habían demostrado que buena parte de la energía que las plantas obtienen de su entorno tiene que provenir de la atmósfera, no hubo avances en la materia hasta que Charles Bonnet observó que las hojas sumergidas en agua forman burbujas de un gas, que Joseph Priestley identificó más tarde como oxígeno. Jan Ingenhousz probó la desaparición simultánea del ácido carbónico; pero fue Senebier quien demostró claramente que esta actividad se limita a las partes verdes de la planta y tiene lugar solo cuando están expuestas a la luz solar, dando por primera vez una visión completa del proceso de nutrición vegetal en términos estrictamente químicos, aunque creía que el anhidrido carbónico necesario provenía del agua, y no del aire, como más adelante se demostraría. François Huber le asistió en sus investigaciones.
El meteorólogo, químico y botánico suizo Jean Senebier (Ginebra, 6 de mayo de 1742 – 22 de julio de 1809) realizó nuevos experimentos que establecen la necesidad de la luz para que se produzca la asimilación de dióxido de carbono y el desprendimiento de oxígeno.

## Algunas publicaciones
- Mémoires physico-chimiques sur l'influence de la lumière solaire pour modifier les êtres des trois règnes de la nature, Ginebra 1782, tres vols.
- Rapport de l'air atmosphérique avec les êtres organisés, Ginebra 1807, tres vols.
- Physiologie végétale. Ginebra 1782-1788, cinco vols.
- Histoire littéraire de Genève, Ginebra 1786, 3 vols.
- Météorologie pratique, Ginebra 1810

- La abreviatura «Seneb.» se emplea para indicar a Jean Senebier como autoridad en la descripción y clasificación científica de los vegetales.[1]